# Atriplex purshiana
Atriplex purshiana är en amarantväxtart som beskrevs av Horace Bénédict Alfred Moquin-Tandon. Atriplex purshiana ingår i släktet fetmållor, och familjen amarantväxter. Inga underarter finns listade i Catalogue of Life.